# Лист латаття (геральдика)
Лист латаття (морський лист, геральдичне серце) — на гербах зображується у вигляді стилізованого листа водяної лілії.
У старіших описах гербів він також згадується як Mumblatt. Як трикутник, який центрує морське листя навколо центру, він уже був відомий в Середньовіччі як негеральдична фігура.
На гербі розташовується в стовп, рядами, в перев'яз ліворуч і в перев'яз праворуч, про що повідомляється в описі герба. Інші добре відомі композиції 2 на 1, але лист латаття також можна бачити засіяним або розкиданим на полі. Новіші, переважно муніципальні герби, зображують як круглі, так і серцеподібні природні листя латаття з вигнутими або закрученими стеблами на гербах, які повинні бути повідомлені як такі.

## Види
Щоб відрізнити його від листя липи у формі серця, стебло не зображено, а основа стебла подана як орнамент.
Легко сплутати лист латаття із шретергорном (рогами жука-оленя), серцем або піхвовою пластиною (нагадує опалий морський лист) з точки зору інтерпретації, зображення та назви. Шретергорн помилково використовували для позначення в гербах листя латаття. Лист латаття має круглий або конюшиноподібний виступ біля основи стебла; він менший, а площа навколо нього більша, ніж піхвової пластини. Піхвова пластина символізує нижню частину піхов меча, а шретерхорн символізує роги жука-оленя. Неточності великі, лише опис герба прояснює факти.

## Приклади

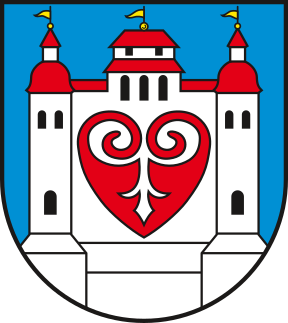
Орнаментально вирізаний лист латаття на гербі Преттіна
Герцогство Енгерн (герб вигаданий пізніше)
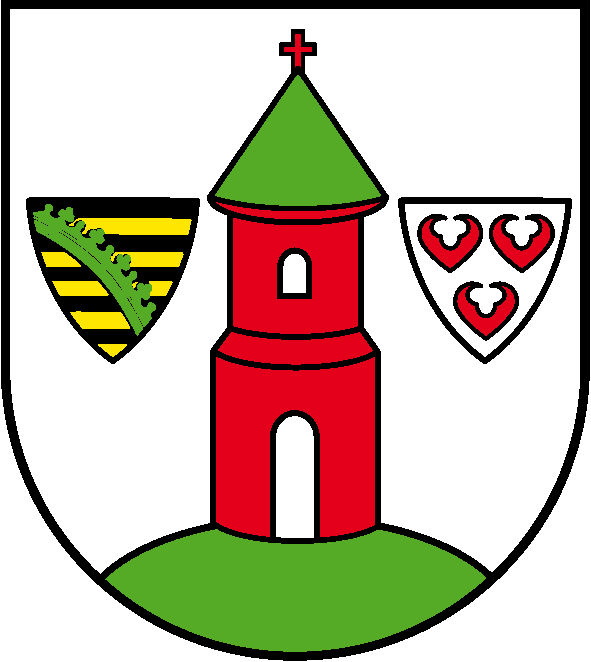
Три листки латаття зліва у плаваючому щиті герба Біттерфельду
Два листки латаття у гербі Фрізойте
Три золотих листки латаття в нижній частині герба колишнього округу Брілон
Герб Ессена (Ольденбурга); походить від Текленбурга
Герб Сібіу в Трансільванії
Два природних листки латяття (герб муніципалітету Гогенпольдінг)
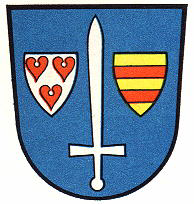
Три листку в щитку Ластрупа
Лінен, змінних кольорів з горбами на гербі Текленбурга
Клоппенбург (район)
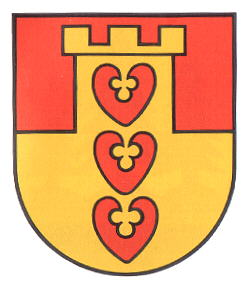
Герб Лібенбурга 1960–1974
Герб Лене (Північний Рейн-Вестфалія), описаний як лист латаття, намальований як шретгорн
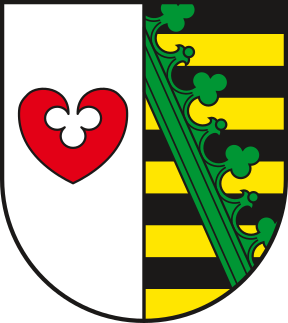
Герб Кемберга здімантовим вінком
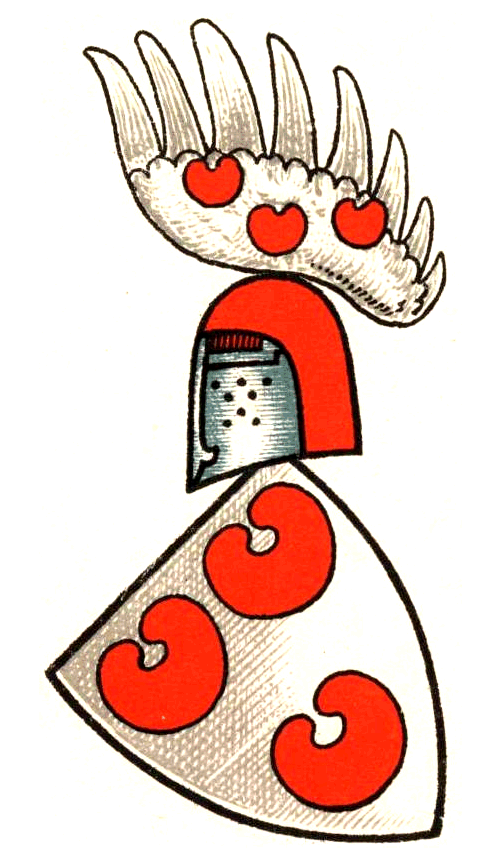
Оригінальні листи латаття на гербі графів Текленбургів
Цвінгенберг/Бергштрассе: три срібні листки латяття символізують розташування на воді (історичний старий рукав Неккара як міський рів)
Герб Шацького району - натуральний листок латаття
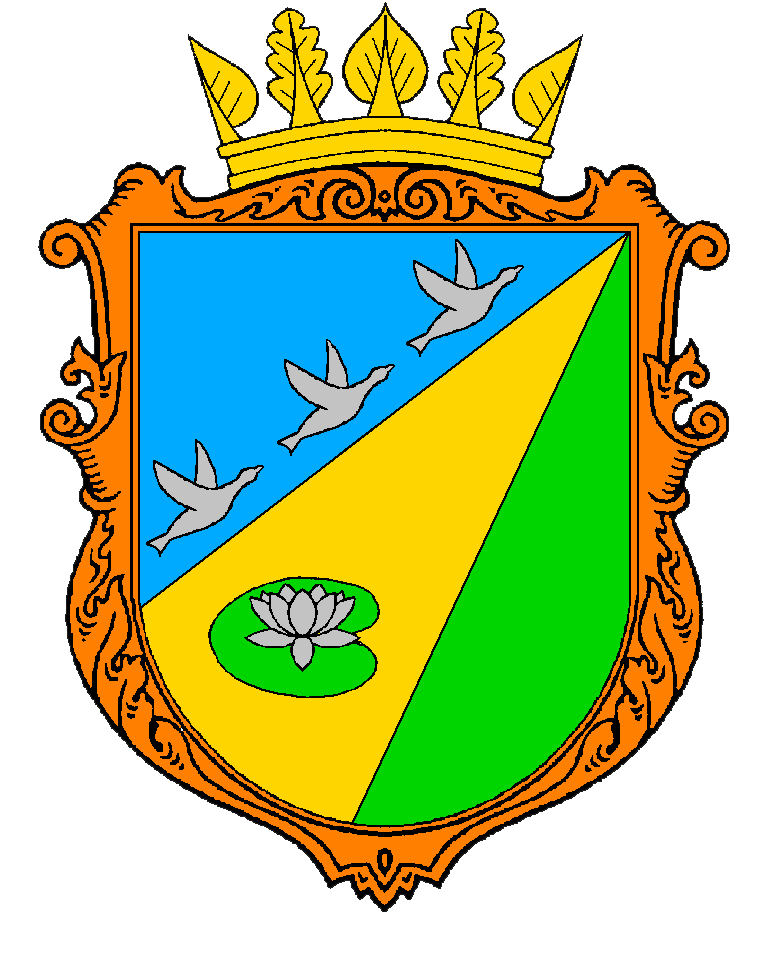
Герб Зарічненського району - натуральний листок латаття
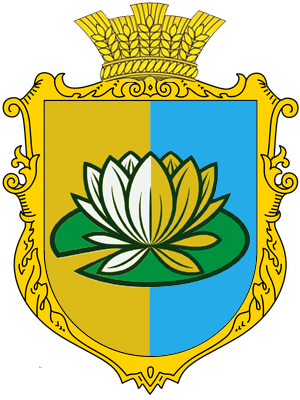
Артюхове - натуральний листок латаття

## Веб-посилання
- Спеціальні мотиви: Лист латаття
- Спеціальні мотиви: Піхвова пластина